# Pecos River High Bridge
Ne doit pas être confondu avec Pecos River Bridge.
Le Pecos River High Bridge est un pont ferroviaire américain franchissant la Pecos dans le comté de Val Verde, au Texas. Ce pont en treillis livré en 1944 est emprunté par une ligne de l'Union Pacific.